# امایاپان
امایاپان (به انگلیسی: Ammaiyappan) یک منطقهٔ مسکونی در هند است که در تامیل نادو واقع شده‌است.

## خصوصیات
امایاپان ۴٬۶۱۶ نفر جمعیت دارد.